# Йылмаз, Зехра
Зехра́ Йылма́з (тур. Zehra Yılmaz; род. 30 июля 1992, Мерсин) — турецкая актриса

 театра, кино и телевидения.

## Ранние годы
Зехра Йылмаз родилась 30 июля 1992 года в Мерсине (Турция). У неё есть младшая сестра — Дамла Йылмаз Сипахи (род. 27 мая 1993), стилист актёров на телевизионных съёмках. Она прожила в районе Анамур до четырёхлетнего возраста, после чего вместе с семьёй переехала в Баку (Азербайджан) из-за работы отца. Йылмаз училась в Русском училище в Баку, выучила азербайджанский и русский языки, при этом практически забыв родной язык. С ранних лет она увлекалась творчеством, посещала уроки хореографии и занималась танцами. В 17-летнем возрасте вернулась в Турцию, чтобы получить высшее образование, и наняла репетитора по турецкому языку, чтобы избавиться от акцента. В 2016 году Йылмаз окончила факультет радио, телевидения и кино Университета Мармара. Она также обучалась актёрскому мастерству в актёрской мастерской Джюнейта Сайыла, во время посещения которой участвовала в учебных спектаклях.

## Карьера
Йылмаз начала карьеру на телевидении с ролью Раны в телесериале «Бодрумская сказка», в котором она снималась с 2016 по 2017 год. Также она сыграла в таких фильмах и телесериалах как «Чёрный шрифт» (2017), «Слёзы Дженнет» (2017—2018), «Никто не знает» (2019), «О, моя юность» (2020), «Отцовские деньги» (2020), «Незванный гость» (2021), «Сердечная рана» (2021—2022) и «Сказка розы» (2022).

## Фильмография
| Год       |   | Русское название                 | Оригинальное название      | Роль          |
| --------- | - | -------------------------------- | -------------------------- | ------------- |
| 2016—2017 | с | Бодрумская сказка                | Bodrum Masalı              | Рана          |
| 2017      | с | Чёрный шрифт                     | Kara Yazı                  | Мелиса        |
| 2017—2018 | с | Слёзы Дженнет                    | Cennet'in Gözyaşları       | Мелиса Сойер  |
| 2017      | с | Никто не знает                   | Kimse Bilmez               | Тугче Ышык    |
| 2020      | ф | Отцовские деньги                 | Baba Parası                | Нуртен        |
| 2020      | с | О, моя юность                    | Gençliğim Eyvah            | Чагла         |
| 2021      | ф | Незванный гость                  | Zoraki Misafir             | Элиф          |
| 2021—2022 | с | Сердечная рана                   | Kalp Yarası                | Бетюль Озтюрк |
| 2022      | ф | Уважаемый дядя                   | Canım Dayım                |               |
| 2022      | с | Основание: Осман                 | Kuruluş Osman              | Сельви-хатун  |
| 2022      | с | Сказка розы                      | Gül Masalı                 | Эдже Кардаш   |
| 2022      | с | Они есть                         | Var Bunlar                 | Елиз          |
| 2023      | ф | Турки должны быть сумасшедшими 2 | Türkler Çıldırmış Olmalı 2 |               |
| 2023      | с | Летняя песня                     | Yaz Şarkısı                | Аслы          |